# Глуськ (Люблінське воєводство)
Глуськ (пол. Głusk) — село в Польщі, у гміні Глуськ Люблінського повіту Люблінського воєводства.
У 1975-1998 роках село належало до Люблінського воєводства.